# Баль, Андрей Михайлович
Андрей Михайлович Баль (укр. Андрій Михайлович Баль; 16 февраля 1958, Роздол, Львовская область — 9 августа 2014, Киев) — советский и украинский футболист и футбольный тренер, защитник и полузащитник; большую часть карьеры провёл в киевском «Динамо». В период с 6 по 17 октября 2012 года исполнял обязанности главного тренера сборной Украины. Последняя должность — помощник спортивного директора киевского «Динамо».
Окончил Киевский институт физкультуры.
Мастер спорта СССР международного класса (1977). Заслуженный мастер спорта СССР (1986).

## Биография
Мама — Екатерина Ивановна. Рано потерял отца, воспитывался отчимом Григорием Григорьевичем.
Начал заниматься в ДЮСШ посёлка Новый Роздол, который находился в 8 километрах от родной деревни. Первый тренер — Олесь Дмитриевич Михайлович. В 1970 году пытался поступить в киевский спортинтернат, однако его туда не приняли. На следующий год на Украине открылись сразу 3 спортинтерната — во Львове, Ворошиловграде и Харькове. Андрей выбрал тот, что был ближе всех — львовский. При этом его взяли без экзаменов. Вместе с ним в спортинтернате учился младший брат Орест. Тренером братьев был Фёдор Бушанский.
Вскоре его заметили представители «Карпат» и юношеской сборной СССР (С. Сальников). С 1975 года — в дубле «Карпат» (первое время выступал под чужой фамилией), с 1977 года — в основном составе.
Вместе с этим в составе юношеской сборной (в которой он был капитан) выиграл чемпионат мира 1977 года. С этого же времени его настойчиво стал звать к себе Валерий Лобановский. Баль же решил поиграть ещё несколько сезонов в «Карпатах», чтобы набраться опыта. Сначала он отыграл 2 сезона в первой лиге, а в 1980 вместе с командой снова играл уже в высшей лиге. Сезон 1980 года для «Карпат» завершился неудачно (из-за внутренних разногласий). После этого Баль перешёл в киевское «Динамо».
Ещё одной причиной перехода стала необходимость службы в армии. В ЦСКА играть не хотел, а в Киеве ему гарантировали «комфортную» службу.
С 1981 по 1990 годы выступал за «Динамо» (Киев). За это время взял с командой 4 чемпионских титула и 4 раза побеждал в Кубке страны.
В 1990 году уехал играть в Израиль, поскольку уже чувствовал, что выдерживать конкуренцию с молодыми игроками тяжело, а играть ещё мог. Проведя 2 товарищеских матча за тель-авивский «Маккаби», подписал контракт с новым клубом. В команде Баль отыграл сезон, где выступал под № 5 и забил 4 мяча. Свою результативность футболист объяснял физической подготовкой, которую он получил в «Динамо» и которая позволяла ему регулярно подключаться к атакам команды и вовремя возвращаться в защиту на место последнего защитника. Однако по окончании сезона новый тренер команды Авраам Грант заявил, что такой игрок ему не нужен, и Баль принял приглашение клуба «Бней Иегуда». Провёл за команду два сезона.

### Тренерская карьера
Тренером начал работать в «Маккаби» (Хайфа) начиная с 1993 года. Первое время был помощником главного тренера, затем был назначен координатором всех детско-юношеских команд клуба. Всего под его присмотром было 12 команд, при этом он был главным тренером самой возрастной — до 18 лет.
В июле 1998 года принял приглашение и перешёл в качестве главного тренера в клуб «Маккаби» (Герцлия). Стартовала команда сверхудачно — 13 очков в пяти матчах. Однако вскоре «сломались» легионеры Олег Надуда и Владимир Нидергаус, а команда вошла в «чёрную» полосу. После того как команда потерпела 8 поражений в 9 матчах сезона 1998/99, Баль был уволен из клуба.
Во второй половине 1999 года работал с клубом 1-й лиги Израиля «Акоах» (Рамат-Ган). По окончании контракта в декабре 1999 года собирался уехать на Украину, но после звонка от руководства каунасского «Жальгириса» (Шабтая фон Калмановича) согласился принять команду. При этом с командой познакомился только в рамках турнира на Кубок чемпионов Содружества. В середине января с поста президента ушёл Калманович, а новое руководство в лице Владимира Романова разошлось в планах с украинским тренером.
Вернувшись на родину, с лета 2000 года работал тренером-селекционером в «Динамо» (Киев).
В начале июля 2001 года принял приглашение «Ворсклы», став главным тренером команды. Команда при нём начала слабо — в 6 играх только 1 набранное очко. По словам наставника, причина этого — долгое отсутствие главного тренера в команде, что в итоге привело к нарушению учебно-тренировочного ритма, а также травмы ряда ведущих игроков.
Кроме того, Баль постоянно сталкивался с проблемой невыплаты зарплаты игрокам, из-за чего последние отказывались выходить на поле. В итоге при Бале «Ворскла» стала одной из самых интернациональных команд в высшей лиге Украины: в команде играли легионеры из Хорватии, Словении, Камеруна, Эквадора, Нигерии, Туркменистана.
В августе 2003 года, после разгромного поражения от киевского «Арсенала» 0:4 в игре сезона 2003/04, покинул команду.
Спустя некоторое время стал первым помощником главного тренера сборной Украины Олега Блохина. В тренерском штабе проработал до 2007 года.
В 2008 году, вместе с Блохиным, работал тренером в ФК «Москва». В 2009/10 — главный тренер одесского «Черноморца».

### Выступления в сборных
Андрей Баль выступал в сборных СССР разных возрастов.
В 1977 году стал чемпионом мира среди юниоров, был капитаном команды. При этом в финале не забил послематчевый пенальти. Команду выручил вратарь Юрий Сивуха, взявший 2 пенальти от соперников. В итоге счёт по пенальти был 9:8 в пользу сборной СССР.
В 1980 году — чемпионом Европы среди молодёжных команд. Важным звеном той команды была основа полузащиты, состоявшая из игроков «Карпат» — Баль, Суслопаров, Думанский. В финале, по результатам 2-х встреч, была переиграна сборная ГДР.
За сборную СССР провёл 20 игр, забил 1 гол (в ворота сборной Бразилии на чемпионате мира-82). Участник чемпионатов мира 1982 и 1986 годов.
В 1990 году вновь стал чемпионом Европы среди молодёжных команд. По положению о проведении соревнований разрешалось заявлять 2-х игроков старше 23-х лет. Таковыми стали Баль и его одноклубник Сергей Шматоваленко. В команду их пригласил главный тренер «молодёжки» Владимир Вениаминович Радионов. Баль играл в команде на месте центрального защитника. В финале против сборной Югославии он не участвовал (отказ мотивировал своим отъездом за границу), но на пути к нему отыграл 8 матчей.

## Достижения

### Командные
«Динамо» (Киев)
- Чемпион СССР (4): 1981, 1985, 1986, 1990
- Обладатель Кубка СССР (4): 1982, 1985, 1987, 1990
- Обладатель Суперкубка СССР (3): 1981, 1986, 1987
- Обладатель Кубка обладателей кубков УЕФА: 1986
- Финалист Суперкубка УЕФА: 1986

«Бней Иегуда»
- Серебряный призёр чемпионата Израиля: 1992
- Бронзовый призёр чемпионата Израиля: 1993
- Обладатель Кубка Тото: 1992

Сборная СССР
- Победитель молодёжного чемпионата мира: 1977
- Чемпион Европы среди молодёжных команд (2): 1980, 1990
- Чемпион Европы среди юниоров: 1976

### Личные
- В списках лучших футболистов Украинской ССР[укр.] (3): № 1 (1985, 1989), № 2 (1988)
- В списках 33 лучших футболистов сезона в СССР (3): № 1 (1989), № 2 (1981, 1982)
- Мастер спорта СССР международного класса (1977)
- Заслуженный мастер спорта СССР (1986)

## Награды
- Орден «За заслуги» III (2006)[16], II (2011)[17] и I (2016, посмертно)[18] степеней

## Семья
Брат, Орест Баль, также профессиональный футболист и тренер. Жена Светлана, работала танцовщицей балета на льду, сын Даниил. Баль владел русским, украинским, английским и ивритом.

## Мнения
Ицик Зохар, полузащитник «Маккаби» (Тель-Авив):

Он был одним из интеллигентнейших игроков, которых я только видел. Следить за его игрой, за тем, как он читает игру, и как быстро и верно мыслит на поле, было наслаждением. Кроме этого он был очень приятным человеком, отлично вёл себя в раздевалке, обладал чувством юмора, был очень добр и мягок.

Цвика Розен, тренер «Маккаби» (Тель-Авив):

Когда Баль приехал к нам, мне сказали просмотреть его на нескольких тренировках. На это я ответил, что это он должен просматривать нас, а не мы его. Он здоров и этого достаточно. Его спортивное образование было великолепным. Он был настоящим спортсменом, примером для подражания, кроме того отлично говорил на иврите и стал другом Израиля, принимая живейшее участие в судьбе страны и всегда поддерживая нас.

## Смерть и похороны
Скончался 9 августа 2014 года на 57-м году жизни во время матча ветеранских команд на стадионе им. Банникова.
Церемония прощания прошла на стадионе «Динамо» имени Лобановского. Похоронен на Байковом кладбище.